# Stranný
Stranný település Csehországban, a Benešovi járásban. Stranný Křečovice és Neveklov településekkel határos. Lakosainak száma 122 fő (2024. január 1.).

## Népesség
A település lakosságának változását az alábbi diagram mutatja:
| Lakosok száma | 293  | 302  | 253  | 151  | 108  | 105  | 114  | 113  | 117  | 122  |
|               | 1869 | 1900 | 1921 | 1961 | 1980 | 2011 | 2016 | 2019 | 2021 | 2024 |